# CMSKIT

CMSKIT（シーエムエスキット）は、株式会社ノアにより開発されたコンテンツ管理システム (CMS) であり、ウィザード形式のステップ・バイ・ステップの流れで静的HTMLページの編集作業を進めていく点が特徴。
承認ワークフローを通して公開するなどの機能を有しており、ウェブページの公開までに決裁を必要とする企業や大学、自治体など組織利用を意識したCMSである。

## 歴史
- 1998年 - CMS「i-note」をリリース。
- 2002年 - 「i-note」の後継モデルとしてCMS「WebCanvas Ver.1」をリリース。
- 2004年 - CMS「WebCanvas Ver.2」をリリース。
- 2008年 - 「WebCanvas」の後継モデルである「CMSKIT Ver.1」の販売を開始。
- 2011年 - 「CMSKIT Ver.2」をリリース。

## 特徴
- 静的HTMLページ生成型のCMS。
- ウィザード形式のステップ・バイ・ステップの流れでコンテンツ作成を行う。
- 基本機能に加えて「拡張KIT」とよばれるプラグインが追加機能として用意されている。
- 情報公開に決裁を必要とする組織利用を意識した承認ワークフローの機能を有する。

## 提供環境
- クラウド型
- 導入型（オンプレミス型）